# Yang Hu

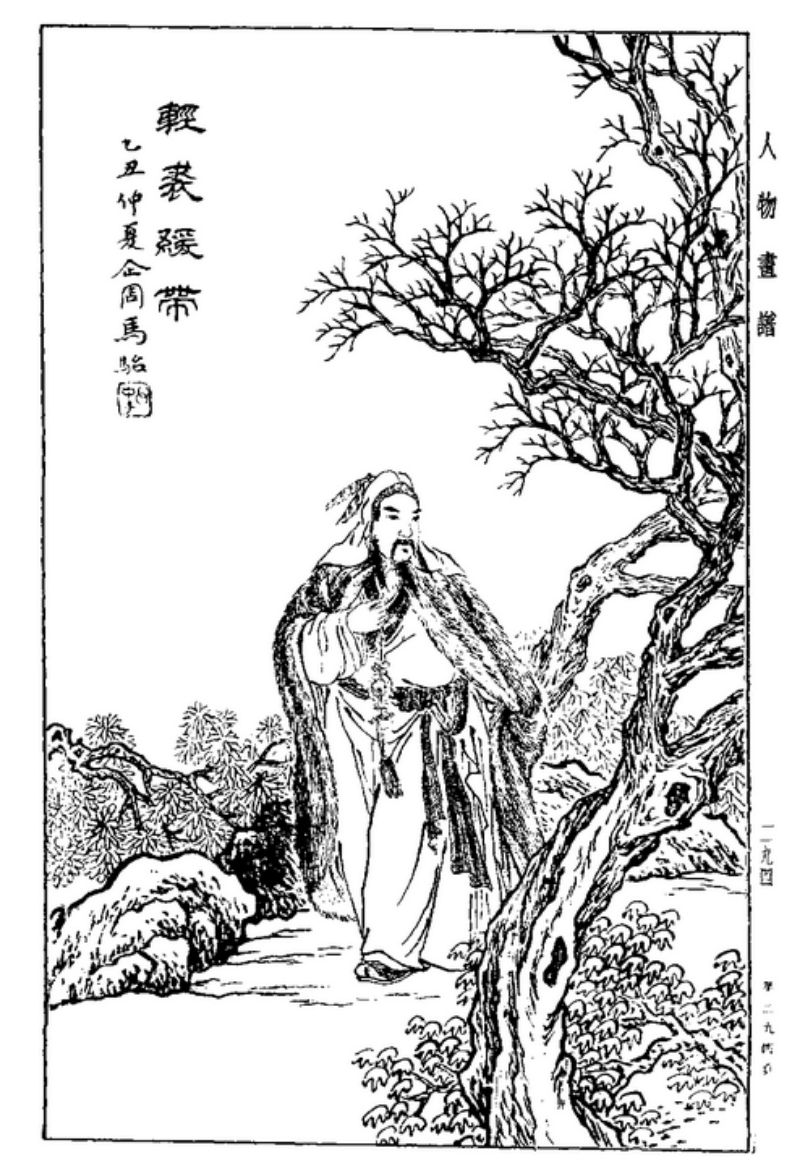
Yang Hu

Yang Hu (chinesisch 羊祜, Pinyin Yáng Hù), Hofname Shuzi (叔子; * 221; † 278), war ein General der Jin-Dynastie. Seine Strategie konnte Kaiser Wu endlich überzeugen, das Kaiserreich Wu zu erobern. Trotzdem sah Yang Hu seine Pläne nie Wirklichkeit werden. Er war für seine Bescheidenheit und Voraussicht bekannt.
Sein Großvater Yang Xu (chinesisch 羊續 / 羊续, Pinyin Yáng Xù) und sein Vater Yang Chai (chinesisch 羊茝, Pinyin Yáng Chǎi) Gouverneure einer Kommandantur, und seine Mutter war Cai Wenji, die Tochter Cai Yongs, eines großen Musikers und Historikers der Han-Dynastie. Seine Schwester Yang Huiyu war Sima Shis dritte Gemahlin und wurde von Kaiser Wu nach seiner Thronbesteigung 265 zur Kaiserinmutter erhoben.
Yang Hu verlor seinen Vater im Alter von elf Jahren. Er wurde von seinem Onkel Yang Chen (羊耽) aufgenommen und wie ein Sohn behandelt. Mit wachsendem Alter wurde Yang Hu für seine Intelligenz, sein Wissen und sein attraktives Äußeres bekannt. Der General Xiahou Wei war von ihm sehr angetan und vermählte seine Nichte (Xiahou Bas Tochter) mit ihm. Nachdem Yang Hus Schwiegervater 249 im Zusammenhang mit Sima Yis Staatsstreich gegen Cao Shuang zum Shu-Reich abgefallen war, war Yang Hu einer der wenigen, die sich noch mit dem Xiahou-Clan abzugeben wagten. Er diente unter den Wei-Kaisern Cao Mao und Cao Huan als niedriger Verwaltungsbeamter. Das Vertrauen der Sima-Familie verdiente er sich, als er Sima Zhao vor Zhong Huis aufrührerischem Verhalten warnte. Und wie vorhergesagt begann Zhong Hui im Jahre 264 einen Aufstand, und Yang Hu wurde zum Exekutivsekretär der Simas ernannt.
Nach Sima Zhaos Tod (265) folgte ihm sein Sohn Sima Yan nach, der im selben Jahr den Kaiser Cao Huan zwang, zu seinen Gunsten abzudanken, und die Jin-Dynastie begründete. Er bestieg als Kaiser Wu den Thron und wollte Yang Hu zum Fürsten ernennen, was dieser jedoch ablehnte.
In den ersten Jahren der Regierung Kaiser Wus war Yang Hu einer der wenigen, die auf die Eroberung des Wu-Reiches drängten. Kaiser Wu vertraute Yang Hu und betraute ihn darum mit der Verantwortung über die Westgrenze des Wu-Reiches. Yang Hu wurde bei Xiangyang (襄陽 / 襄阳) in Hubei stationiert. Er beteiligte sich 272 an der gescheiterten Mission, den abtrünnigen Wu-Offizier Bu Chan (步闡) aus Xiling (西陵, im heutigen Yichang, Hubei) zu retten. Für diesen Misserfolg wurde Yang Hu degradiert, aber bald wieder in seinen alten Rang eingesetzt. Nach der Niederlage vereinbarte er mit dem Wu-General Lu Kang eine Entspannungspolitik und behandelte die Einwohner des Grenzgebiets mit Nachsicht. Dadurch wuchs die Sympathie der Einwohner für das Jin-Reich, und Lu Kangs Tod im Jahre 274 machte die Situation für Wu vollends desolat.
277 erkrankte Yang Hu. Seine Eroberungspläne waren vom Kaiser zwar für gut befunden worden, konnten aber noch nicht ausgeführt werden. Yang Hus letzter Dienst war, dass er den fähigen Du Yu (杜預) zu seinem Nachfolger bestimmte, der später das Reich Wu eroberte. Yang Hu starb 278. Die Einwohner von Xiangyang errichteten ihm ein Denkmal am Berg Xian (峴山), dass die Besucher an seine Geschäftsführung erinnern sollte. Es wurde später „Denkmal der Tränen“ (墮淚碑) genannt. Nachdem die Jin-Dynastie Wu 280 erobert hatte, ließ Kaiser Wu die Siegeserklärung vor Yang Hus Grabmal verlesen. Seine Witwe machte er zur Herrin über 5000 Haushalte.
| Personendaten    | Personendaten            |
| ---------------- | ------------------------ |
| NAME             | Yang, Hu                 |
| ALTERNATIVNAMEN  | Shuzi                    |
| KURZBESCHREIBUNG | General der Jin-Dynastie |
| GEBURTSDATUM     | 221                      |
| STERBEDATUM      | 278                      |